# Ectot-l’Auber
Ectot-l’Auber ist eine französische Gemeinde mit 706 Einwohnern (Stand: 1. Januar 2022) im Département Seine-Maritime in der Region Normandie. Die Gemeinde gehört zum Arrondissement Rouen und zum Kanton Yvetot. Die Bewohner werden Ectotais und Ectotaises genannt.

## Geografie
Ectot-l’Auber liegt im Zentrum des Départements, etwa 25 Kilometer nordnordwestlich von Rouen. Nachbargemeinden von Ectot-l’Auber sind Bourdainville im Norden und Nordosten, Ancretiéville-Saint-Victor im Osten, Saussay im Süden, Saint-Martin-aux-Arbres im Westen sowie Yerville im Nordwesten.

## Bevölkerungsentwicklung

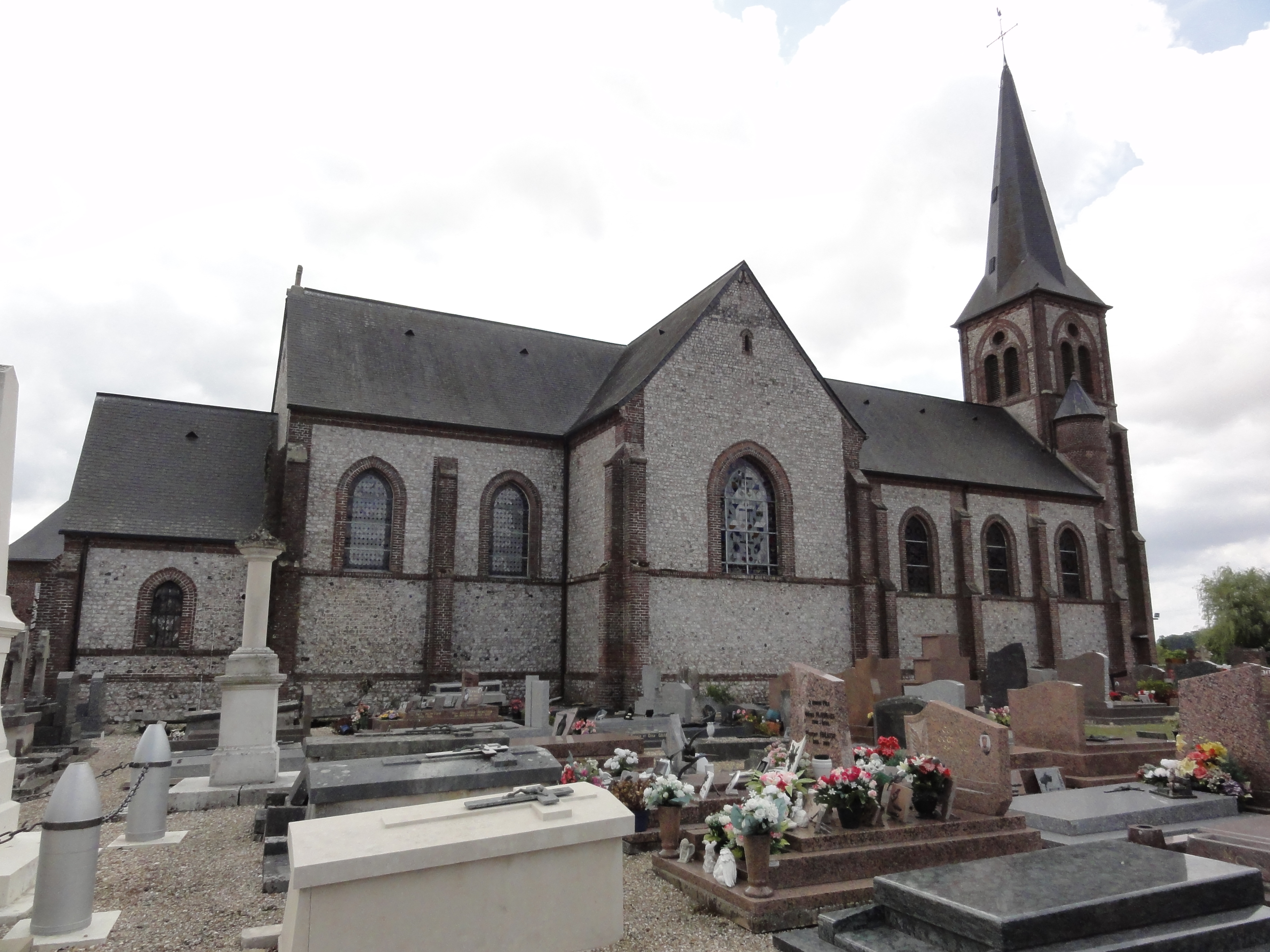
Pfarrkirche Notre-Dame

| Jahr                       | 1962 | 1968 | 1975 | 1982 | 1990 | 1999 | 2006 | 2013 | 2020 |
| Einwohner                  | 248  | 241  | 252  | 330  | 376  | 430  | 531  | 610  | 701  |
| Quellen: Cassini und INSEE |      |      |      |      |      |      |      |      |      |

## Sehenswürdigkeiten
- Pfarrkirche Notre-Dame, wieder errichtet von 1857 bis 1876
- Ehemaliges Zisterzienserpriorat Notre-Dame-de-Nazareth im Weiler Bennetot. Ein kleines Kloster wurde 1611 eingerichtet, das kaum zehn Jahre in Betrieb war. Heute sind nur das Wohnhaus mit Kamin und Keller und einige landwirtschaftliche Gebäude übrig geblieben.
- Das Schloss datiert aus dem 18. Jahrhundert, sein Taubenschlag aus dem 17. Jahrhundert.